# President Roxas (Cotabato)
Pour les articles homonymes, voir President Roxas.
President Roxas est une localité de la province de Cotabato, aux Philippines. En 2015, elle compte 47 575 habitants.